# È colpa tua?
È colpa tua? (Culpa tuya) è un film del 2024 diretto da Domingo González, basato sul romanzo omonimo di Mercedes Ron e sequel del film È colpa mia? (2023).

## Trama
Nonostante tutti gli sforzi che i loro genitori fanno per cercare di separarli, l'amore fra Noah e Nick sembra ormai indissolubile fino a quando il lavoro di lui e gli studi all'università di lei aprono la loro vita a nuove conoscenze.

## Produzione
Le riprese si sono svolte sulla Costa del Sol a Torremolinos, Manilva, Marbella e si sono concluse a Madrid nel febbraio 2024.

## Distribuzione
Il film è stato distribuito in streaming sulla piattaforma Amazon Prime Video il 27 dicembre 2024.